# Les Côtes-de-Corps
Les Côtes-de-Corps ist eine französische Gemeinde mit 73 Einwohnern (Stand: 1. Januar 2022) im Département Isère in der Region Auvergne-Rhône-Alpes (vor 2016 Rhône-Alpes). Sie gehört zum Arrondissement Grenoble und zum Kanton Matheysine-Trièves. Die Einwohner werden Lou San-Dzuanous genannt.

## Lage
Die Gemeinde Les Côtes-de-Corps liegt in den Westalpen zwischen den Landschaften Trièves und Valgaudemar, etwa 45 Kilometer südsüdöstlich von Grenoble im Einzugsgebiet des Flusses Drac. Umgeben wird Les Côtes-de-Corps von den Nachbargemeinden Sainte-Luce im Westen und Norden, Saint-Michel-en-Beaumont im Norden und Nordosten, La Salette-Fallavaux im Osten, Corps im Süden sowie Quet-en-Beaumont im Südwesten und Westen. Das Dorf Les Côtes-de-Corps liegt auf 966 m über dem Meer, im Norden der Gemeinde erhebt sich der 1877 m hohe Mont de Rousse, im Nordosten der 1629 m hohe Chauvet und im Osten der 1494 m hohe Peyrague. Durch die Gemeinde führt die Route Napoléon.

## Bevölkerungsentwicklung
| Jahr                       | 1962 | 1968 | 1975 | 1982 | 1990 | 1999 | 2006 | 2013 | 2021 |
| Einwohner                  | 119  | 87   | 77   | 84   | 50   | 44   | 55   | 66   | 74   |
| Quellen: Cassini und INSEE |      |      |      |      |      |      |      |      |      |

## Sehenswürdigkeiten
- Kirche Saint-Jean-Baptiste, 1894 wieder errichtet
- Kapelle Les Achards aus dem Jahr 1657
- Kapelle Le Villard aus dem Jahr 1755

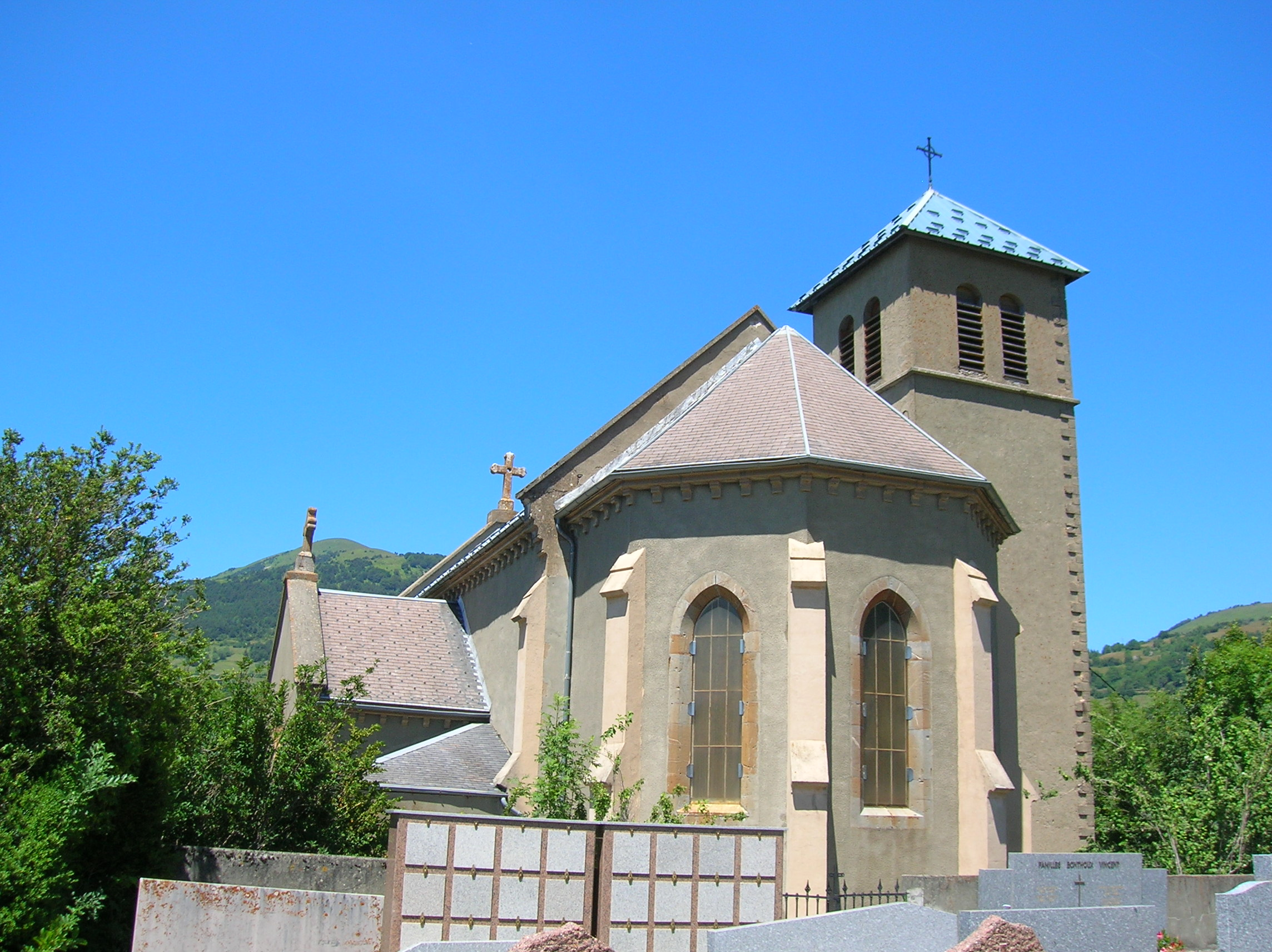
Kirche Saint-Jean-Baptiste
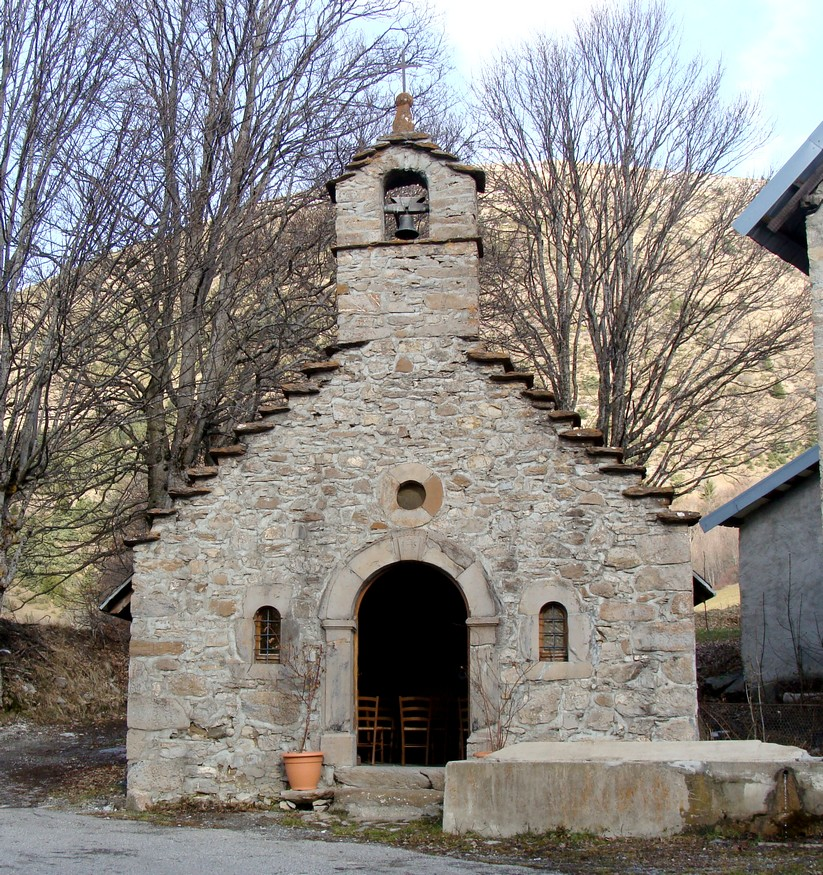
Kapelle Les Achards
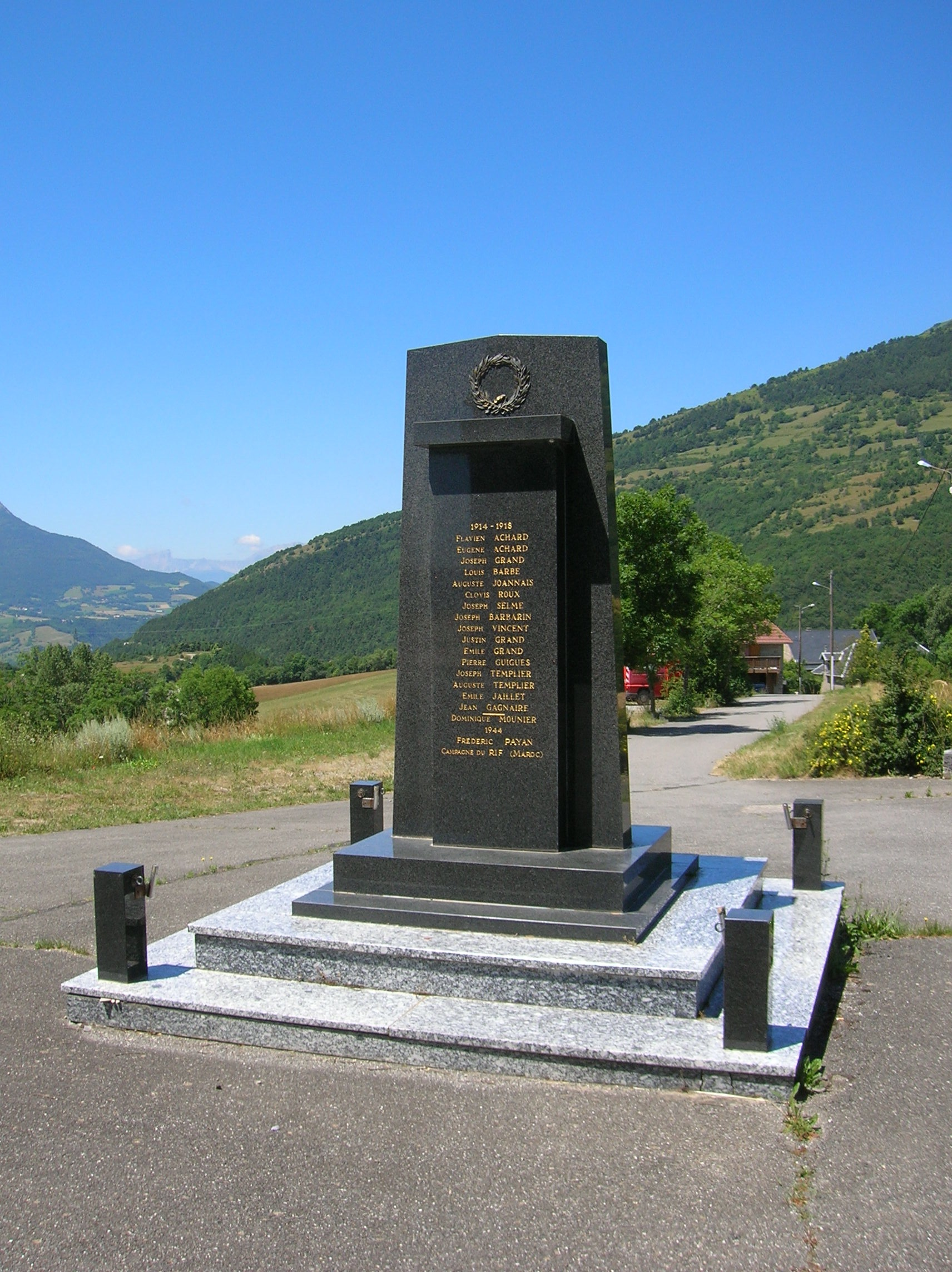
Gefallenendenkmal